# Aeroportul Gothenburg-Landvetter
Aeroportul Gothenburg-Landvetter (IATA: GOT, ICAO: ESGG) este un aeroport din Comuna Härryda, Västra Götalands län, Suedia ce deservește zona Göteborg. Aeroportul a fost tranzitat în decembrie 2022 de 338.295 de pasageri. A fost deschis în 1977 și numit după zona deservită.
Situat la o altitudine de 154 m, aeroportul dispune de 1 pistă. Este operat de Swedavia⁠(d).

## Infrastructură

### Piste
Aeroportul dispune de o singură pistă. Pista 03/21 are suprafața de asfalt și dimensiunile 3.300 m × 45 m. 